# برج أسباير
برج أسباير المعروف أيضًا باسم شعلة الدوحة هو ناطحة سحاب يبلغ ارتفاعها 300 متر (980 قدم) يقع في المدينة الرياضية في الدوحة، قطر. صُمم البرج من قبل المهندس المعماري هادي سمعان ومجموعة أريب وكان البرج بمثابة نقطة محورية لدورة الألعاب الآسيوية 15 التي استضافتها قطر في ديسمبر 2006.
يعد البرج حاليًا أطول مبنى وبناء في الدوحة وقطر وأعلى نقطة فيه تعتبر الأعلى في قطر ولكن سيتم تجاوزه من قبل أبراج دبي - الدوحة وبرج بروة عند اكتمال المشروع. كما كان البرج يعرف باسم برج خليفة الرياضي أو برج الدوحة الأوليمبي.

## البناء والاستخدام
كان البرج معلما في دورة الألعاب الآسيوية 2006 نظرا لحجمه وقربه من المكان الرئيسي ملعب خليفة الدولي.
يتكون الشكل النهائي من أسطوانة من الأسمنت المسلح من 1 إلى 1.8 متر وتتفاوت قطرها من 12 إلى 18 متر محاطة بشبكات مشعة من عوارض الصلب الكابولي في كل طابق من وحدات المبنى. تتكون الوحدات نفسها من أعمدة من الصلب وتتزين معدنيا وألواح خرسانية وتوتر خارجي وعوارض ضغط والتي تدعم الجدران الخارجية ذات الجدران الزجاجية. يتم تغطية الجزء السفلي من كل وحدة بخرسانة مسلحة بألياف زجاجية. الحزم فضلا عن الدعامات الصلبة تربط جميع المكونات الهيكلية معا ويتم سحبه من خلال جوهر ملموس وبالتالي ترتكز في مكان ونقل الأحمال العمودية من الأعمدة المحيطة وعوارض الحزم إلى النواة.
أنجز المبنى في نوفمبر 2007 بتكلفة نهائية قدرها 133,395,000 يورو.